# Tipus 89 Yi-Go
El tanc Tipus 89 Yi-Go, I-go o Chi-Ro, transliterat del japonès 八九式中戦車　イ号, va ser el primer tanc creat a l'Imperi del Japó, entrant en servei l'any 1929 i mantenint-se com a principal tanc mitjà nipó fins a l'any 1937. Basat en blindats britànics i francesos, el Tipus 89 anava equipat amb un canó de 57 mm, un blindatge d'acer de 6-17 mm capaç de resistir bales de fusells i podia arribar a desplaçar-se a 16 km/h per carretera gràcies a un motor dièsel de 120 CV, sent el primer tanc mitjà produït en massa que faria servir un motor de gasoil.
Després de la seva primera intervenció, a la Invasió japonesa de Manxúria, es corregirien nombrosos problemes i el 1934 en sortiria una segona versió anomenada Tipus 89 Otsu, segon model. Posteriorment els Tipus 89 també combatrien a la Segona Guerra sinojaponesa i a la batalla de Khalkhin Gol, on van combatre correctament tot i mostrar signes d'obsolescència. L'últim gran enfrontament on van participar els Tipus 89 seria la Segona Guerra Mundial; inicialment complien amb els estàndards de l'època, però aviat es va veure àmpliament superat pels tancs estatunidencs, com l'M4 Sherman.

## Desenvolupament
A principis del segle XX el Japó va reconèixer el seu endarreriment en tecnologia militar i va buscar ajuda a Europa. Generalment, s'adquiria la millor tecnologia europea i s'adaptava als requisits japonesos, especialment en vaixells de guerra, però també amb armament lleuger, artilleria i tancs.
Després de la Primera Guerra Mundial el Japó va començar a modernitzar el seu exèrcit basant-se en les lliçons apreses del conflicte. Alguns estrategs nipons van preveure la importància del tanc, com el coronel Terajiro Hoshino: "Cap país es podrà anomenar a si mateix modern i capaç de defensar-se sense potent artilleria, tancs i aviació. El nostre propi destí en depèn".
Aleshores un petit comitè (Daihonei) es va encarregar de la tasca d'adquirir un petit nombre de tancs per provar-los; començant amb un sol Tanc Mark IV l'octubre de 1918, seguit per sis tancs Medium A Whippet i 13 Renault FT-17 francesos l'any 1919. Aquests primers blindats van ser utilitzats majoritàriament a les escoles d'infanteria i cavalleria de l'Exèrcit Imperial Japonès.
Cap al final de la Guerra Civil russa soldats de les Forces de Desembarcament Especial van intervenir contra els russos fent servir dos d'aquests Whippets, que es van desplegar a Vladivostok, aconseguint capturar diverses autometralladores Austin-Putilov i altres vehicles.
Les primeres unitats de tancs es van formar el 1925, amb cinc Renault FT creant el 1er Destacament de Tancs de la 12ena Divisió i amb els Whippets i també formant un destacament de tancs a l'Escola d'Infanteria de Chiba. Aquestes primeres experiències van crear la necessitat de tancs propis. Inicialment es van planejar dos tipus de tancs: el primer, lleuger, es basaria en els Renault FT; mentre que el segon, més pesant, seguiria l'exemple dels Vickers Medium. Aquests requisits es va enviar al 4t Laboratori Militar del buró tècnic al districte Okubo, que era el responsable del desenvolupament de vehicles.
El primer prototip es va fabricar amb acer tou i estava equipat amb una torreta principal al centre amb un canó de 57 o 70 mm i torretes subsidiàries al davant i al darrere amb metralladores Tipus 38, molt semblant al disseny del tanc francès Char 2C. Aquest model es va completar el 1926 a l'Arsenal d'Osaka i pesava 16,3 tones, amb el compartiment del motor de 140 CV al centre. Aquest prototip posteriorment derivaria cap als tancs pesants Tipus 91 i Tipus 95, sense que cap entrés en servei, ja que la manca de velocitat i maniobrabilitat els feia inviables, a causa d'un motor poc potent i un pes de gairebé 20 tones.

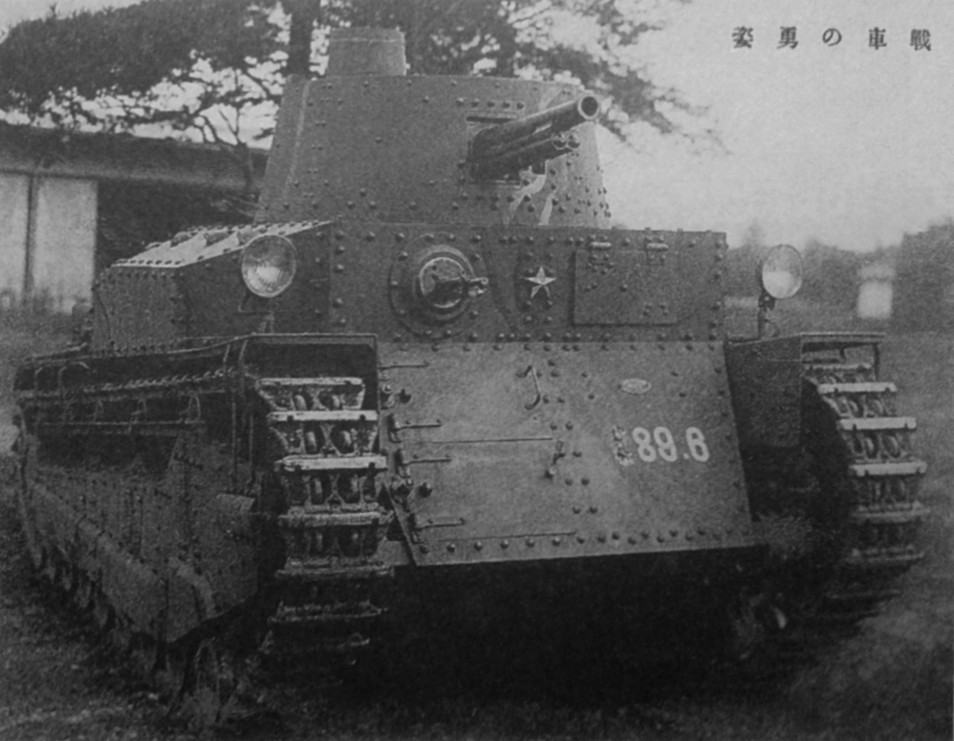
Un Tipus 89 Yi-Go, el primer model fabricat, fotografiat a finals de la dècada dels 20.

Durant aquest desenvolupament, l'empresa britànica Vickers es va oferir a vendre un prototip de Mark C, que van entregar el març de 1927. Durant les proves, el motor de benzina del Model C es va encendre i a partir d'aleshores els dissenyadors japonesos optarien per dissenyar un tanc amb motor dièsel, que evitaria futurs incidents.
Un dels primers tancs japonesos resultants va ser una modificació del Renault NC-27, equipat amb un motor Mitsubishi de 75 CV i un blindatge de 22-30 mm i un canó més potent que l'original francès.
Ben aviat, el 1929, va aparèixer un nou prototip basat en el Vickers Mark C. Fabricat per una fàbrica a Osaka pesava 9,8 tones però va ser rebutjat. Un nou disseny, l'abril de 1929, va ser finalment acceptat com a Tipus 89 Yi-Go, que es tradueix literalment com a "primer model".
La nomenclatura i terminologia dels primers blindats nipons es basava en el calendari japonès, que començava oficialment el 660 aC. Així, els tancs Whippets comprats el 1919 van anomenar-se "model de 2579", o per escurçar model 79. Seguint aquesta norma, el Tipus 89 Chi-Ro es va anomenar "model de 2589", o per escurçar 89. A més a més, independentment del número, els japonesos també atorgaven una classificació amb nom, com Yi-Go, que significa primer model de tanc mitjà.
Entre 1932 i 1934, abans d'entrar en procés de fabricació en massa, el disseny patiria modificacions radicals dictades per l'experiència a la Invasió japonesa de Manxúria. Es canviaria el motor de gasolina per un dièsel, s'augmentaria el pes fins a les 12,8 tones... i es va reanomenar Otsu, "segon model". Aquest tanc seria el principal blindat de l'exèrcit japonès fins a l'any 1937.
L'acer del blindatge provenia de la planta Nihon Seiku a Murorane i de la planta Kissia Seidso a Osaka. Els motors i les suspensions eren fabricats a la fàbrica Tokyo Gasu Denki, Issikawadsima i a Mitsubishi. El muntatge final es feia als arsenals d'Osaka i Nagoya.

## Característiques

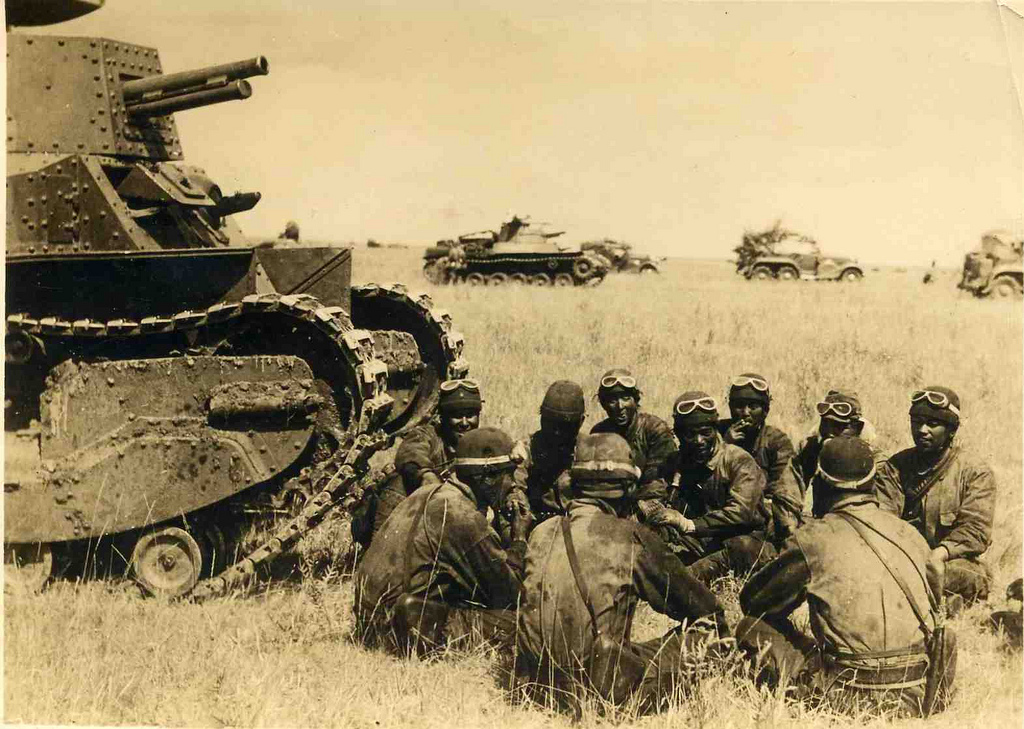
Un tanc Tipus 89 durant la batalla de Khalkhin Gol.

Les característiques del Tipus 89 són molt diferents segons si es parla del primer model o del segon. Del primer tanc que es va fabricar, Yi-Go o Chi-Ro, se'n van fer 113 unitats mentre que del segon model, Otsu, se'n van produir 294 a partir de 1934.
Inicialment, el Chi-Ro pesava poc menys de 10 tones però després de les primeres modificacions va enfilar-se fins a 12,7 tones. Va ser en aquest format que el Tipus 89A es va enviar a ser produït en massa per un comitè del govern a finals de la dècada dels 30.
Les formes del Tipus 89 eren pròpies de l'època, amb un buc i erugues de perfil trapezoïdal rematats amb una torreta rodona avançada cap endavant, gairebé copiant les dimensions del Vickers Mark C. El blindatge era possiblement l'aspecte més pobre del Tipus 89, amb una protecció d'11 o 17 mm d'acer reblonat, un mal mètode d'unió, ja que davant d'impactes els reblons podien sortir disparats dins del compartiment de la tripulació, que estava situat al frontal, amb el compartiment del motor al darrere. Frontalment, el tanc era gairebé perpendicular respecte al terra, amb un petit sortint amb forma de bec d'ocell a l'alçada de l'eruga. A la dreta hi havia el conductor i a l'esquerra el servidor de la metralladora i a dins la torreta hi havien el carregador i l'artiller.

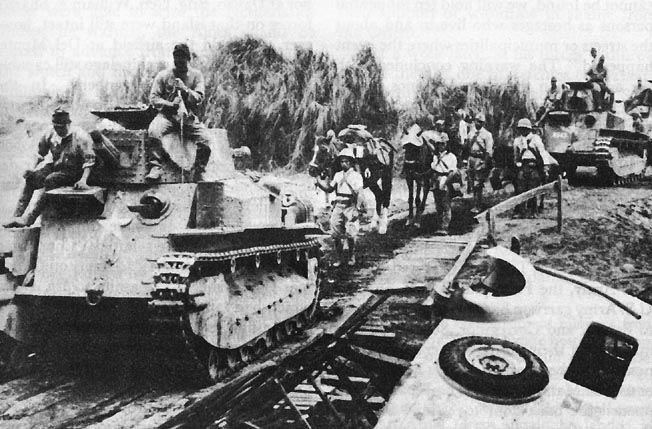
Una columna japonesa, combinant infanteria, cavalleria i tancs avançant cap a Manila el gener de 1942, durant la Campanya de les Filipines (1941-1942).

En un primer moment l'armament consistia en un canó de 37 mm Tipus 11, però aviat va ser reemplaçat per un canó de 57 mm Tipus 2590. Aquesta arma era molt potent per l'època, superior a la de majoria de tancs occidentals coetanis, amb una longitud L/18,5, disparant un projectil de 2,57 kg a una velocitat de 350 m/s. El tipus d'obús que es feia servir més habitualment era el d'alt explosiu, que servia per donar suport a la infanteria. L'entrada en servei d'un projectil massís antitanc va tardar a arribar, però fins i tot amb el projectil d'alt explosiu era possible destruir blindats enemics simplement pel seu propi pes. Les metralladores, instal·lades al frontal esquerra i al darrere de la torreta, eren de calibre 6,5 mm Tipus 91. A més a més, als laterals hi havia múltiples espitlleres per disparar les armes personals de la tripulació.
Al darrere hi havia el motor de gasolina Daimler que posteriorment seria reemplaçat per un Mitsubishi de 120 CV, una còpia al carbó d'una unitat Morris. El tub d'escapament estava protegit per un silenciador, que s'estenia a la part superior esquerra del vehicle. El tren de rodatge estava compost per 9 rodes de rodament, molt petites i amb suspensió per bogis, 5 corrons de retorn, una roda dentada frontal i una roda motriu al darrere, també dentada. Per comunicar-se el Tipus 89 no tenia cap tipus d'aparell, de tal manera que s'havien d'usar banderes de senyalització.
El 1932, després de l'experiència guanyada durant la Invasió japonesa de Manxúria el 89A seria modificat. Les baules de les erugues serien escurçades i reforçades, fent-les més duradores, la protecció lateral es milloraria, la torreta es va fer de planta hexagonal, el frontal es va inclinar, la cúpula del comandant es va retocar... i es va reanomenar Tipus 89 Otsu, del japonès "segon", Tipus 89B o Tipus 2592. El principal fabricant va ser Mitsubishi tot i que components de recanvi eren fabricats per altres companyies, bona part de Manxúria. El canvi més important d'aquest model va ser el canvi per un motor dièsel de 6 cilindres i refrigerat per aire de 120 CV a 1.800 rpm, que responia a les dures condicions climatològiques de la Xina i que n'augmentava l'autonomia fins als 200 km. Alhora també es va desenvolupar un sistema de refrigeració líquid alternatiu, per climes més càlids.